# Czarny Kierz (przystanek kolejowy)
Czarny Kierz – zamknięty przystanek osobowy w Czarnym Kierzu na linii kolejowej nr 224, w województwie warmińsko-mazurskim, w Polsce. 